# Подъёмов, Иван Михайлович
Иван Михайлович Подъёмов (род. 29 апреля 1986, Архангельск) — российский музыкант, соло-гобоист Королевского Оркестра Консертгебау (Амстердам).

## Биография
Иван Подъёмов — соло-гобоист Королевского Оркестра Консертгебау в Амстердаме. Является победителем наиболее престижных конкурсов для гобоя: ARD в Мюнхене (2011), конкурса в Женеве (2010), конкурса гобоистов «Sony Music Foundation» в Японии (2009), конкурса «Пражская Весна» (2008). Также Иван является победителем конкурса в Маркнойкирхене, Германия (2010), конкурса им. Римсокого-Корсакова в Санкт-Петербурге (2005) и специальной награды фонда Богуслава Мартину.
Иван Подъёмов солировал в сопровождении Симфонического Оркестра Баварского Радио (Мюнхен), Немецкого Симфонического Оркестра Берлина, Бамбергского Симфонического Оркестра, Мюнхенского Камерного Оркестра, Оркестра Мюнхенского Радио, Женевского камерного оркестра, Токийского Филармонического Оркестра, Чешского Камерного Филармонического Оркестра, Симфонического оркестра Ставангера, Камерной Академии Потсдам, Коллегиум Музикум Базель под руководством таких дирижёров как Манфред Хонек, Михаэль Зандерлинг, Давид Афкхам, Юрий Башмет, Леонардо Гарсиа-Аларкон и многие другие.
Так же Иван играл в ансамбле с такими выдающимися музыкантами как Тревор Пиннок, Квартет Хаген, Сабина Майер, Морис Бург, Жак Зоон, Леонардо Гарсия-Аларкон, Юлианна Авдеева.
Иван Подъёмов концертировал на фестивалях в Люцерне, Зальцбурге, Пражская Весна, Фестивале Радио Франс в Монпелье, а так же выступал в качестве солиста на сценах большого зала Берлинской Филармонии, Викториа Холл в Женеве, Моцартеума в Зальцбурге, Аудитории Лувра и Зала Gaveau в Париже, Рудольфинум в Праге, Концертхауса в Берлине, Концертхауса в Вене, Геркулес-зала в Мюнхене, большого зала Санкт-Петербургской филармонии.
Иван Подъёмов родился в Архангельске в 1986 году. Своё музыкальное образование он начал в 1993 году в московской Средней специальной музыкальной школе имени Гнесиных в классе академика Ивана Фёдоровича Пушечникова. С 2006 по 2011 Иван учился в классе Мориса Бурга в Женевской консерватории (Швейцария).
Свою сольную деятельность Иван Подъёмов совмещает с игрой в оркестре и преподавательской деятельностью в Высшей Школе Музыки в Люцерне. В прошлом он так же занимал позицию соло-гобоиста в Бамбергском Симфоническом Оркестре (Германия), а так же регулярно выступал в качестве приглашенного первого-гобоя в Оркестре Люцернского Фестиваля, Оркестре Моцарт (Болонья), Малеровском Камерном Оркестре, под управлением таких дирижёров как, Бернард Хайтинк, Рикардо Шайи и Клаудио Аббадо.

## Признание
- I премия на международном конкурсе имени Н. А. Римского-Корсакова, 2005, Санкт-Петербург
- II премия на международном конкурсе ARD, 2007, Мюнхен
- I премия на международном конкурсе «Пражская Весна», 2008
- I премия на международном конкурсе гобоистов «Sony Music Foundation», 2009, Япония[2]
- II премия (I премия не присуждена) и Приз публики на 65-м Международном конкурсе исполнителей в Женеве, 2010, Швейцария
- II премия (I премия не присуждена) на международном конкурсе ARD, 2011, Мюнхен[3]